# Вишур (Малопургинский район)
Вишур — деревня в Малопургинском районе Удмуртской республики.

## География
Находится в южной части Удмуртии на расстоянии приблизительно 13 км на северо-запад по прямой от районного центра села Малая Пурга.

## История
Известна с 1873 года как деревня Вишур-Норья (или Кобылино) с 22 дворами, в 1893 году 39 дворов, в 1905 — 39, в 1924 — 51. С 1955 года нынешнее название. До 2021 года входила в состав Постольского сельского поселения.

## Население
Постоянных жителей было: 151 человек (1873 год), 213 (1893), 261 (1905), 256 (1924), 46 в 2002 году (удмурты 100 %), 45 в 2012.